# عملية ايتاليا كومبات
تبرز هذه العملية كيف استخدمت الحرب النفسية لتأييد عملية حركة المقاومة الإيطالية، وتُعتبر من حيث القيمة من أكثر العمليات التي تمت في منطقة البحر المتوسط في أثناء الحرب العالمية الثانية. لقد جمعت هذه العملية بين النشرات وبين الإذاعة التي كانت تهدف إلى إسداء النصيحة، ورفع الروح المعنوية في وحدات المقاومة الإيطالية الموالية للحلفاء والتي كانت تقوم بعمليات وراء خطوط الأعداء.
لقد استمرت هذه الوحدات منذ وقت نزول الحلفاء لأول مرة على الأرض الإيطالية حتى نهاية القتال في إيطاليا. تتلقف بصورة منتظمة جريدة أو نشرة تعليمات. وكان يلقى بهذه الجرائد والنشرات الطيارون الأمريكيون والبريطانيون وكذلك الطيارون الإيطاليون الذين كانوا يعملون مع الحلفاء. ولم يكن من الممكن تغطية المنطقة كلها بالنشرات، فقد استكملت تلك التغطية باستخدام الإذاعة على موجات متوسطة وقصيرة.
وفي مارس سنة 1944، وضعت عملية ايتاليا كومبات تحت إشراف ألبرت سبالدنج، عازف الكمان الأمريكي المشهور، واستمرت في الإشراف على هذا النوع الهام من العمل حتى نوفمبر 1944 عندما اضطره المرض للعودة إلى الولايات المتحدة، وقد كان سبالدنج مؤهلاً لهذا العمل بدرجة كبيرة.
وخلال الحرب احيطت عمليات «ايتاليا كومبات» بسرية مطلقة، فكانت تجمع المعلومات من مصادر متعددة سواء من مصادر الحلفاء، أو مصادر إيطالية، ومن مصادر صديقة أو معادية. وبغض النظر عن المصدر الذي جمعت منه المعلومات السرية، كانت تفحص تلك المعلومات بعناية قبل استخدامها. وفي بعض الأوقات كانت المعلومات هامة بدرجة أنها كانت تؤخذ مباشرة إلى القائد الأعلى للحلفاء في منطقة البحر الأبيض، من أجل استشارته ونصيحته.
وكانت ايتاليا كومبات موجهة أحياناً إلى روما، قبل تحريرها، وكذلك إلى جماعات المقاومة الذينن كانوا يعملون بشمال إيطاليا، وكانت أسماء الجواسيس الذين يتعاونون مع العدو، تُذكر في النشرات أو الإذاعة مما أدى إلى أن يقوم أفراد المقاومة بتنفيذ حكم الإعدام في عدد كبير من هؤلاء الجواسيس، وكانت تعطي تعليمات خاصة بارتكاب كل أنواع التخريب.
ولقد ذكر التقرير الرسمي للحرب النفسية للحلفاء في منطقة البحر المتوسط الذي أُعد في عام 1945 خصيصاً لوزارة الحرب الأمريكية؛ «أنه ليس هناك أي شك في أن ايتاليا كومبات كان لها أثر هائل على النظام والسلوك العام الذي أظهرته جماعات المقاومة- قبل وبعد اختراق الحلفاء لوادي البو».